# Lakija
Lakija (hebr. לקיה; arab. اللقية; oficjalna pisownia w ang. Lakiya) – samorząd lokalny położony w Dystrykcie Południowym, w Izraelu.

## Położenie
Leży w północnej części pustyni Negew.

## Demografia
Zgodnie z danymi Izraelskiego Centrum Danych Statystycznych w 2006 roku w mieście żyło 8,4 tys. mieszkańców.
Populacja miasta pod względem wieku:
| Wiek (w latach) | Procent populacji |
| --------------- | ----------------- |
| 0–4             | 20,9%             |
| 5–9             | 16,0%             |
| 10–14           | 11,1%             |
| 15–19           | 9,7%              |
| 20–29           | 17,6%             |
| 30–44           | 15,4%             |
| 45–59           | 5,9%              |
| ponad 60        | 3,5%              |

Źródło danych: Central Bureau of Statistics.

## Historia
Osada powstała w 1982 w ramach rządowego projektu rozwoju społecznosci beduińskich na Negewie.

## Komunikacja
Przy miasteczku przebiega droga ekspresowa nr 31 (Eszel ha-Nasi – Newe Zohar).